# Гартунг, Николай Иванович
Николай Иванович Гартунг (1782—1859) — участник Наполеоновских войн, командир Отдельного корпуса внутренней стражи, генерал от инфантерии, владелец усадьбы Федяшево.

## Биография
Родился в 1782 году в дворянской семье. Отец, Иван Христианович фон Гартунг — полковник, командир Новоингерманландского мушкетерского полка (17.01.1799 — 03.01.1800); с 03.01.1800 — генерал-майор, шеф Пермского мушкетерского полка (до 11.12.1800).
Образование получил во 2-м кадетском корпусе, из которого 18 мая 1802 года выпущен в Фаногорийский гренадерский полк.
В 1805 году был ранен при Аустерлице и награждён орденом Святой Анны 3-й степени.
В 1812 году под Бородиным был ранен в правую руку навылет и награждён орденом Святой Анны 2-й степени. За отличие при Лейпциге получил Орден Святого Владимира 4-й степени.
В 1816 году произведён в подполковники. С 30 августа по 5 декабря 1816 года командовал Московским гренадерским полком, затем назначен командиром 6-го карабинерного полка и 6 октября 1817 года произведён в полковники; 12 декабря 1824 года награждён орденом Святого Георгия 4-й степени (№ 3812 по списку Григоровича — Степанова).
6 декабря 1826 года Гартунг был произведён в генерал-майоры с назначением состоять при начальнике 1-й гренадерской дивизии, впоследствии командовал 3-й бригадой 2-й гренадерской дивизии, бригадой 3-х батальонов 5-го пехотного корпуса, переименованной затем в резервную дивизию Гренадерского корпуса. 6 декабря 1835 года произведён в генерал-лейтенанты.
В 1837 году назначен начальником 16-й пехотной дивизии, в 1843 году перемещён на должность начальника 1-й гренадерской дивизии. 23 марта 1847 года назначен командиром Отдельного корпуса внутренней стражи вместо снятого с должности за злоупотребления генерала А. Л. Тришатного. Служба Гартунга по Отдельному корпусу внутренней стражи была отмечена производством в чин генерала от инфантерии 8 апреля 1851 года, пожалованием ордена святого Александра Невского в 1849 году, алмазных знаков этого по случаю 50-летия службы в офицерских чинах в 1852 году и ордена Святого Владимира 1-й степени в 1856 году.
В мае 1857 года генерал Гартунг по прошению был уволен от занимаемой должности с оставлением состоять по армейской пехоте.
Скончался 20 ноября (2 декабря) 1859 года. Похоронен был в Оптиной пустыни.

## Награды
российские:
- Орден Святой Анны 4-й ст. (1806)
- Орден Святой Анны 2-й ст. (1812)
- Орден Святого Владимира 4-й ст. с бантом (1813)
- Орден Святого Георгия 4-й ст. за 25 лет службы (1824)
- Орден Святого Владимира 3-й ст. (1828)
- Орден Святой Анны 1-й ст. (1829)
- Императорская корона к ордену Святой Анны 1-й ст. (1832)
- Орден Святого Владимира 2-й ст. (1832)
- Орден Белого орла (1839)
- Орден Святого Александра Невского (1849)
- Знак отличия за XLV лет беспорочной службы (1850)
- Алмазные знаки к ордену Святого Александра Невского (1852)
- Знак отличия за L лет беспорочной службы (1855)
- Орден Святого Владимира 1-й ст. (1856)

## Семья
Жена — Екатерина Николаевна Гартунг (урожд. Наумова) (09.11.1806—30.10.1884), похоронена вместе с сыном Леонидом в Симоновом монастыре, под Тихвинским собором. У них было четыре сына: Павел (1823—?), Александр, Леонид (1834—1877), Николай (1835—1894).
В 1846 году внесён в родословную книгу дворянства Тульской губернии.